# El Mahdi Lahouifi
El Mahdi Lahouifi Rouan (6 de novembre de 1996, Marroc) és un atleta d'origen marroquí de nacionalitat espanyola i empadronat a Algemesí, que forma part del Club Atletisme Crevillent.
A la cursa de Campionats d'Europa de cross celebrada a l'hipòdrom de Hyeres el 2015 aconseguí la medalla d'acabar el tercer en posició en la categoria Junior, sent el primer espanyol en aconseguir una medalla en aquest campionat. El 28 de març del mateix any representà a Espanya al Campionat Mundial de camp a través. El mateix any participà en la carrera San Silvestre. El mateix any a la Eskilstuna quedà el cinquè.
El 2017 fou arrestat junt a altres setze persones en el marc d'una operació antidopatge.